# Alexander Vencel
Alexander Vencel   (Ilva Mare, 8 de febrer de 1944) és un exfutbolista eslovac de la dècada de 1970.
Fou 25 cops internacional amb la selecció txecoslovaca amb la qual participà en la Copa del Món de Futbol de 1970.
Pel que fa a clubs, defensà els colors de Slovan Bratislava.
El seu fill Alexander Vencel Jr., també fou porter de futbol.